# شهرستان آوسلی (کنتاکی)
شهرستان آوسلی، کنتاکی (به انگلیسی: Owsley County, Kentucky) یک سکونتگاه مسکونی در ایالات متحده آمریکا است که در کنتاکی واقع شده‌است.